# That's All Right
〈That's All Right〉는 블루스 가수 아서 크루덥이 쓰고 부른 노래다. 엘비스 프레슬리가 최초로 녹음하면서 발표한 곡으로 유명하다. 프레슬리는 1954년 7월 5일에 녹음했으며 〈Blue Moon of Kentucky〉을 B면으로 하여 1954년 7월 19일에 발표했다.
《롤링 스톤》지의 2010년 "역대 최고의 노래 500곡" 113위에 올랐다. 발표일에서 정확히 50년 지난 2004년, 영국에서 CD 싱글로 본국에서 처음 발표되었고 최고 3위에 올랐다.

## 역사
아서 "빅 보이" 크루덥이 쓰고 1946년 9월 6일 〈That's All Right〉라는 이름으로 시카고에서 녹음했다. 가사의 일부는 블라인드 레몬 제퍼슨이 1926년 첫 녹음한 전통 블루스 절을 사용했다. 크루덥의 녹음은 RCA 빅터 20-2205 싱글로 발표되었지만, 그의 이전 녹음보다 판매가 신통치 못했다. 같은 세션에서 거의 동일한 운율을 사용했지만 가사가 다른 〈I Don't Know It〉을 녹음하기도 했으며 이 또한 싱글로 발표되었다 (RCA 빅터 20-2307). 1949년 3월 초에는 〈That's All Right, Mama〉 이름으로 재발매되었다 (RCA 빅터 50-0000). 이는 RCA가 새로운 45 rpm 싱글 포맷을 밝은 오랜지색 비닐로 발매한 최초의 리듬 앤 블루스 음반이다.
엘비스 프레슬리 버전은 1954년 7월에 녹음되었다. 카탈로그 넘버는 선 209이다. 제목은 원제에서 "Mama"를 제외한 〈That's All Right〉로, 엘비스 프레슬리, 스코티와 빌로 공연자가 기록되어 있다. 아서 크루덥은 해당 레이블의 프레슬리 싱글에 작곡가로서 기입되어 있었는데, 1970년대에 일어난 법정 소송까지 갔지만 전해지기로 로열티를 전혀 못 받았다고 한다. 60,000달러 추산의 로열티를 받는 법정 외 합의가 있었다고 하나 구체화되지 못했다.
1955년 마티 루빈스가 녹음한 컨트리 버전이 빌보드 핫 컨트리 싱글에 7위까지 도달하기도 했다.

## 엘비스 프레슬리 버전
여느날과 다름없는 1954년 7월 5일의 선 스튜디오 세션에서 프레슬리, 스코티 무어, 빌 블랙은 녹음 중간에 휴식 시간을 가졌다. 프레슬리가 아서 크루덥의 〈That's All Right, Mama〉을 빠른 박자로 흥얼거리는 것을 본 블랙이 자신의 업라이트 베이스로 합류했고, 무어도 곧 기타로 참여했다. 프로듀서 샘 필립스는 갑자기 생겨난 흥겨운 대기를 순간에 감지하고 그들 세 명에게 녹음할 수 있도록 다시 시작할 것을 부탁했다. 블랙의 베이스와 프레슬리와 무어의 기타가 기악을 제공했다. 드럼 또는 추가 악기는 편성되지 않았다. 노래는 "라이브" 스타일의 음원으로 제작되었다(모든 파트가 한 번에 공연되었고 한 트랙만이 녹음되었다). 다음날 저녁에 세 명은 〈Blue Moon of Kentucky〉을 유사한 스타일로 공연, 이것이 〈That's All Right〉의 B면으로 선발되었다. 녹음 세션은 선 스튜디오에서 가진 프레슬리의 다섯 번째 방문으로, 1953년 여름과 1954년 1월에 개인 녹음으로 처음 두 번을 방문했고 1954년 여름에 두 번 방문했다.
샘 필립스는 아세테이트 사본을 지역 디스크자키인 WHBQ의 듀웨이 필립스, WMPS의 엉클 리처드, WHHM의 슬리피 아이드 존 리플레이에게 전달했다. 1954년 7월 7일 듀웨인 필립스는 자신의 대중 라디오 방송인 "Red, Hot & Blue"에서 〈That's All Right〉을 방송했다. 전해지는 바에 의하면 듀웨인이 노래를 방송할 때 프레슬리는 긴장을 풀기 위해 지역 영화관을 찾았다고 한다. 노래에 대한 격렬한 반응으로 듀웨인은 14번이나 아세테이트를 재생했고 40통이 넘는 전화를 받았다. 그날 밤 프레슬리는 생방송 인터뷰를 가지도록 설득되어 방송국을 방문했다. 당시 마이크가 켜져 있다는 사실을 몰랐던 프레슬리는 듀웨인의 질문에 응답하던 중 자신이 재학 중인 고등학교 이름을 말했다. 이는 실제 묻지 않아도 프레슬리의 인종을 청취자에게 전달하는 완곡적 방법이었다.
〈That's All Right〉는 1954년 7월 19일 공식 발표되었고 20,000장 정도 판매되었다. 전국 차트에 오를 수치는 아니었지만, 싱글은 지역의 멤피스 차트에 4위로 등극했다.
최초 발매일에서 정확히 50년이 지난 2004년 7월, 노래는 영국에서 CD 싱글로 발매되어 영국 싱글 차트 3위에 진입했다. 호주 31위, 아이슬란드 33위 등 영국 국외에서도 작은 성공을 거두었다.